# Economia di Ragusa

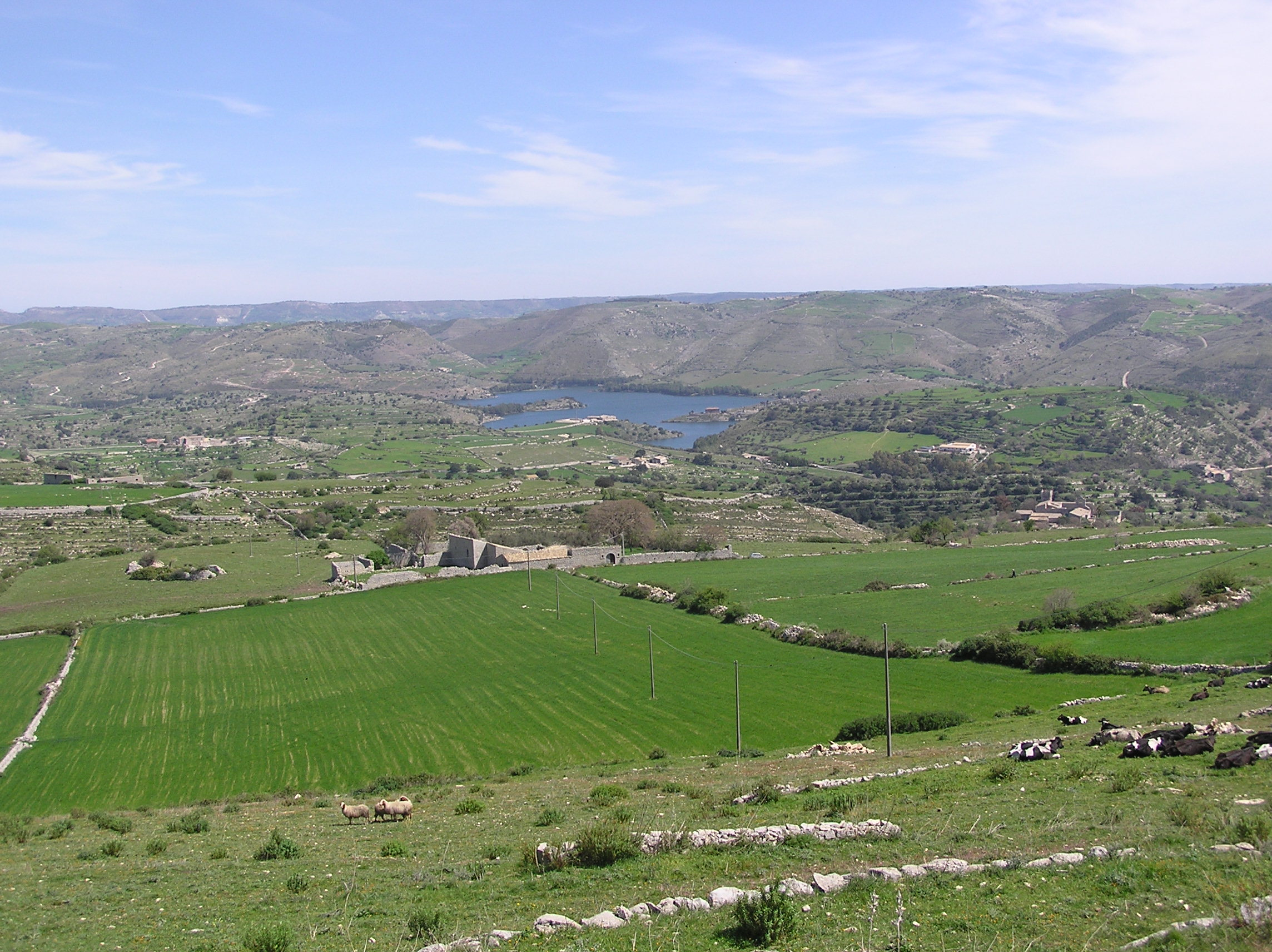
Paesaggio ibleo - Lago S.Rosalia

L'economia del Ragusano presenta un carattere prevalentemente agricolo, ma anche industria, turismo ed export hanno un ruolo rilevante. L'indice di libertà economica che tiene conto non solo del PIL prodotto ma anche di elementi quali: economia, lavoro, contesto sociale, finanza, fisco e trasferimenti, pone Ragusa al 39º posto, davanti a città come Parma, Brescia e Pavia.

## Dati economici
Ragusa rappresenta lo 0,5% della popolazione nazionale e produce circa lo 0,36% del Pil italiano, un dato basso se rapportato ad altre realtà nazionali, per un valore complessivo di 5.014 milioni di euro. Ma detiene un primato nazionale: la sua lavorazione agricola produce maggiore ricchezza ai suoi abitanti, con una media dell'11,1% (cinque volte maggiore della media nazionale). Il tasso di crescita è in linea coi parametri nazionali, quindi superiore a quello regionale, con una forbice fra classi fra le più basse del Meridione.  Ragusa si distingue anche per l'efficienza degli Uffici Prefettizi nonché per il minor debito dei Comuni verso i concessionari.
Secondo i dati 2016 nel Ragusano si avevano 11 imprese ogni cento abitanti (24º posto nazionale), per un totale di 35.175 imprese (64º posto nazionale): 9.884 nella sola città di Ragusa, seguita da Vittoria che contava 8.346 aziende. Nel 1998, il 40% delle aziende iscritte alla Camera di Commercio erano nel Ragusano, contro il 22% del Palermitano e il 27% del Catanese. Il territorio secondo indagini del Censis e dell'Istat ha un sistema di piccole e medie aziende, in sei gruppi merceologici: agroalimentare e mangimistico, materiali e complementi per l'edilizia, legno-arredo, marmi e graniti, metalmeccanico-impiantistico e chimico-plastico. Significativo è anche l'autotrasporto merci e passeggeri, mentre il settore terziario è cresciuto nel comparto dei servizi, sia alle persone che alle imprese. Ragusa è il 1° polo italiano per produzione agricola, con il 47% della produzione floricola e soprattutto ortofrutticola in serra. Il Ragusano vanta anche il 60% della produzione lattiero-casearia siciliana e il 60% della produzione di materiali plastici per l'agricoltura.
Ragusa rappresenta, dopo Trapani, Enna e Agrigento, la quarta provincia per numero di imprese assorbite dall'agricoltura e la terza, prima vengono Enna e Messina, per numero di imprese dedite all'artigianato.
Particolarmente rinomati sono gli allevamenti dei bovini da cui si ricava il latte di mucca utilizzato industrialmente nelle mozzarelle denominate "fiocchi di latte" e anche per la produzione del Caciocavallo Ragusano, a marchio DOP, conosciuto ed apprezzato in tutta Italia.
Tra la fine degli anni '90 e i primi anni 2000 sono nati  i primi allevamenti bufalini in Sicilia, nel territorio ragusano e nell'ennese. La maggioranza degli etologi e degli storici fanno risalire l'origine del latte di bufala all'introduzione dell'animale in Sicilia.
Nel 2013 l'export del Ragusano ammontava a 271 milioni di euro e si collocava all'86º posto nazionale (ben lontano sia da Messina che occupava il 73º posto che da Siracusa che occupa il 17º posto nazionale). Complessivamente la propensione all'export è stata definita molto bassa, attestandosi al 5,4% (contro il 15,2 regionale e il 27,9% della media nazionale). L'export ragusano è formato essenzialmente da prodotti agricoli e dell’orticoltura; il paese verso il quale maggiormente esporta è la Germania e a seguire altri paesi europei. Nell'importazione il ragusano si collocava all'89º posto, con 219 milioni di euro. La sua maggiore importazione proviene dall'Europa (71,5%), segue l'Africa (12,8%). Nel 2021 invece i dati hanno fatto registrare una grande crescita, superiore al 25 per cento.
- Export ragusano nel 2013: i principali paesi (i primi sei):

| Paese       | Entrate (euro) | Percentuali di incidenza |  |
| ----------- | -------------- | ------------------------ |  |
| Germania    | 51.801.715     | 19,09                    |  |
| Malta       | 28.873.453     | 10,64                    |  |
| Francia     | 23.108.798     | 8,52                     |  |
| Grecia      | 21.360.262     | 7,87                     |  |
| Regno Unito | 20.694.916     | 7,63                     |  |
| Spagna      | 12.640.616     | 4,66                     |  |

- Export ragusano nel 2013: le principali merci esportate:

| Merce | Entrate (euro) | Percentuali di incidenza |
| --- | -------------- | ------------------------ |
| Prodotti di colture agricole non permanenti                                                                       | 110.213.899    | 40,62                    |
| Pietre tagliate, modellate e finite                                                                               | 26.964.127     | 9,94                     |
| Prodotti chimici di base, fertilizzanti e composti azotati, materie plastiche e gomma sintetica in forme primarie | 25.485.472     | 9,39                     |
| Altri prodotti alimentari                                                                                         | 13.022.265     | 4,80                     |
| Carne lavorata e conservata e prodotti a base di carne                                                            | 9.760.507      | 3,60                     |
| Articoli in materie plastiche                                                                                     | 9.198.444      | 3,39                     |
| Frutta e ortaggi lavorati e conservati                                                                            | 7.676.072      | 2,83                     |

La zona di Ragusa viene spesso soprannominata "isola nell'isola", per via dell'alto numero di imprese e per la ricchezza della zona che eccelle nel meridione d'Italia. Ma se nel 2004 il tasso di disoccupazione si attestava all'8%, facendo di Ragusa una provincia con poca disoccupazione (un buon 39º posto in una classifica dove le prime posizioni sono riservate alle città con i più alti tassi di disoccupazione in Italia) nel 2012 la situazione economica è peggiorata, portando il tasso di disoccupazione del ragusano al 19,4% (10º posto nazionale) e nel 2013 al 19,5% (21º posto nazionale).

Logo del Consorzio Ricerca Filiera Lattiero Casearia (CoRFiLaC).

A Ragusa ha sede il CoRFiLaC, ovvero Consorzio Ricerca Filiera Lattiero Casearia, che è un ente con personalità di diritto pubblico istituito dalla Regione Siciliana, che opera a carattere regionale. L'attività principale del Consorzio, qualificato come centro internazionale di ricerca applicata, è finalizzata allo studio delle produzioni lattiero-casearie tradizionali siciliane seguendo un approccio di filiera ed è indirizzata alle piccole e medie imprese. Il CoRFiLaC nella filiera lattiero casearia copre l'esigenza di un raccordo tra il mondo della ricerca e il mondo della produzione e dei consumatori: raccoglie le esigenze della base produttiva e quelle dei consumatori e si adopera affinché vengano assunte come impegni istituzionali delle Università e dei centri di ricerca nazionali e internazionali.
Ragusa ha una media per superficie immobiliare pro capite pari al 105,3% contro il 99,2% regionale e il 99,3% nazionale. Risulta inoltre la 53ª in Italia per minor numero di delitti e truffe e la 68ª per minor numero di fallimenti, a conferma della sua sostanziale legalità nei rapporti economici. Nel 2007, lo Sportello Unico delle Attività Produttive del Comune di Ragusa ha ottenuto la Certificazione di Qualità secondo la norma UNI EN ISO 9001:2000 (Sistema di Gestione Qualità).

## Turismo
Da qualche anno, grazie a delle politiche mirate, è iniziato lo sfruttamento delle potenzialità turistiche del capoluogo con il barocco di Ibla e le sue oltre 50 chiese (nella sola Ibla), con il centro di Ragusa e le spiagge del litorale che vanno da Donnalucata a Casuzze e Caucana passando per li turismo di Marina di Ragusa, crocevia di un numero sempre crescente di turisti in cerca di spiagge dorate e passatempi serali e notturni.
L'affluenza di turisti a Ragusa e in tutto il Libero consorzio comunale ha avuto un incremento grazie alla costruzione del porto turistico di Marina di Ragusa. La zona iblea è dotata dell'aeroporto di Comiso sorto sulle spoglie della ex-base missilistica USA. Un ulteriore crescita dell'attività turistica è venuto dalla fortunata serie televisiva che ha come protagonista il Commissario Montalbano. La serie, principalmente ambientata nel Ragusano, ha fatto scoprire a molti turisti il patrimonio architettonico e naturalistico che il territorio ibleo può offrire.

## Asfalto e petrolio nel ragusano

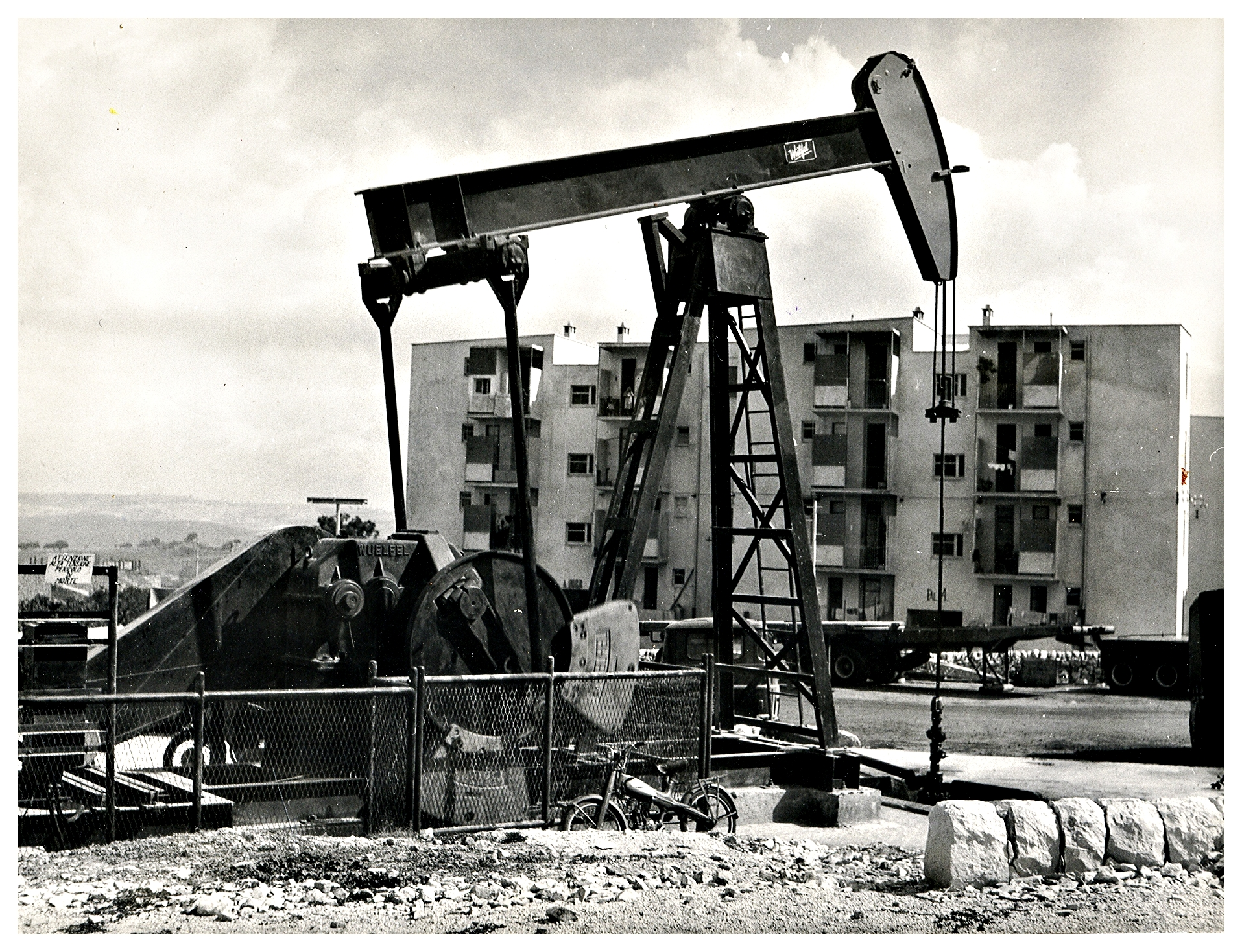
Pozzo petrolifero, Ragusa 1956. Le ricerche petrolifere nel ragusano vennero svolte dalla Gulf Italia Company dal 1949 al 1952; in seguito, il lavoro fu proseguito dall'Eni, l'ente istituito nel 1953.

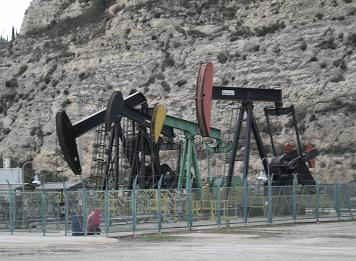
Pompe di estrazione petrolifera a testa pozzo a Ragusa

Ragusa ha avuto e continua ad avere una forte caratterizzazione industriale. Nel ragusano vi sono grandissimi giacimenti d'asfalto, tra i più grandi d'Europa, e una consistente presenza petrolifera. Già dai tempi antichi era nota la presenza di deposti asfaltaci, come testimoniato dai sarcofaghi rinvenuti in contrada Tabuna.
Nel 1838 tre sottufficiali svizzeri al servizio del re Ferdinando II di Borbone scoprirono la pietra pece e convennero che era utilizzabile per l'estrazione del bitume. Le leggi restrittive del monarca borbonico li fecero tuttavia desistere da ulteriori azioni. Più tardi, nel 1855, degli inglesi acquistarono dai massari ragusani vasti appezzamenti di terreno e iniziarono lo sfruttamento in miniere all'aperto. La pece diventò un fattore economicamente rilevante, tuttavia lo scoppio della Grande Guerra bloccò tutte le attività.
Nel 1918 l'A.B.C.D (Asfalti, Bitumi, Combustibili e Derivati), un'azienda con sede in Roma, impiantò una serie di 16 forni “gazogeni” per la lavorazione dell'asfalto, la distillazione e l'estrazione da esso dell'olio asfaltico grezzo. Da quest'ultimo si può ricavare benzina, olio combustibile e bitume. Quelli furono anni d'oro per la realtà economica locale. L'impiego della manodopera ragusana portò ad un crescente benessere. Con l'asfalto di Ragusa furono lastricate via Monte Napoleone a Milano, viale della Libertà a Palermo e alcune strade in Inghilterra.
Nel porto di Marina di Ragusa, chiamata allora "Mazzarelli", attraccavano i velieri per caricare a bordo tonnellate e tonnellate di pietra pece che raggiungevano così, attraverso i mari, i continenti più lontani: dagli Stati Uniti D'America all'Argentina, il Brasile e l'Australia.
Intanto la Gulf Italia Company iniziò la ricerca dell'oro nero nella realtà ragusana e risale al 1953 la scoperta del primo pozzo petrolifero italiano. L'asfalto trovato incominciò ad essere convogliato verso la raffineria di Augusta. Seguì un periodo di crisi e le miniere furono affidate alla Calce e cementi Segni, che le riconvertì per creare un cementificio che usasse la pietra asfaltica come materia prima. Il cementificio finì nelle mani dell'Insicem e poi della Colacem.
Inoltre a Ragusa opera la società del gruppo Eni "Versalis", specializzata nel settore chimico.
Nelle acque prospicienti alla provincia di Ragusa è presente la piattaforma Vega che è la più grande del Mediterraneo.

## Finanza
La Banca Agricola Popolare di Sicilia, fondata nel 1889, ha sede sociale in Ragusa e dipendenze operanti nelle province di Ragusa, Siracusa, Catania, Messina, Enna, Palermo, Agrigento, Milano e Roma.

## Studi sull'economia iblea
L'Area ragusana è un esempio di sviluppo sostenibile anche in un contesto economico particolare, quale è quello della realtà siciliana. 

### Prodotti d'eccellenza
Questo miele, prodotto nella provincia di Ragusa e nella provincia di Siracusa, è rinomato in tutto il mondo, esso è stato infatti citato da innumerevoli scrittori come il migliore fra tutti. Si ottiene grazie all'eccellente fioritura dei monti Iblei in primavera, soprattutto fiori come il timo selvatico, la zagara, il carrubbo, o il multiflora mediterranea.
| Definizione (dati ufficiali del Ministero delle Politiche Agricole, Alimentari e Forestali) | Cat.     | Settore                           |
| ------------------------------------------------------------------------------------------- | -------- | --------------------------------- |
| Caciocavallo Ragusano                                                                       | D.O.P.   | Formaggi                          |
| Carota novella di Ispica                                                                    | I.G.P.   | Ortofrutticoli e cereali          |
| Cerasuolo di Vittoria                                                                       | D.O.C.G. | Vino                              |
| Cioccolato modicano                                                                         | I.G.P.   | Altri prodotti                    |
| Cipolla di Giarratana                                                                       | P.A.T.   | Ortofrutticoli e cereali          |
| Miele dei Monti iblei                                                                       | P.A.T.   | Altri prodotti di origine animale |
| Eloro fra cui il notissimo Nero d'Avola                                                     | D.O.C.   | Vino                              |
| Olio extra vergine di oliva dei Monti Iblei                                                 | D.O.P.   | Olio di oliva                     |
| Pomodoro ciliegino di Vittoria                                                              | P.A.T.   | Ortofrutticoli e cereali          |
| Ricotta iblea                                                                               | P.A.T.   | Latticini                         |
| Uva da tavola di Mazzarrone                                                                 | I.G.P.   | Ortofrutticoli e cereali          |

## Enti di tutela dei prodotti agroalimentari e di sviluppo del turismo
- Consorzio di tutela Carota Novella di Ispica IGP
- Consorzio di tutela Cerasuolo di Vittoria DOCG e Vittoria DOC
- Consorzio di tutela del Cioccolato di Modica
- Consorzio di tutela dell'olio extra vergine d'oliva DOP Monti Iblei
- Consorzio per la tutela del formaggio Ragusano DOP
- Enoteca Regionale di Sicilia
- Strada del vino Cerasuolo di Vittoria